# Aleksandre Metreweli
Aleksandre Metreweli (georgisch ალექსანდრე მეტრეველი; englisch Aleksandre Metreveli; * 10. August 1993 in Tiflis) ist ein georgischer Tennisspieler.

## Karriere
Aleksandre Metreweli spielt hauptsächlich auf der ITF Future Tour. Auf dieser gewann er 2014 seinen ersten Einzeltitel, insgesamt konnte er sieben Einzeltitel sowie vier Doppeltitel gewinnen. Seinen ersten Titel auf der Challenger Tour gewann er 2016 in Posen. An der Seite von Peng Hsien-yin setzte er sich im Finale gegen die Lokalmatadoren Mateusz Kowalczyk und Kamil Majchrzak in drei Sätzen durch. Seine beste Platzierung in der Weltrangliste erreichte er im Einzel am 6. Juni 2016 mit Rang 264 sowie im Doppel am 25. Juli 2017 mit Rang 184.
Er spielte erstmals im Jahr 2011 für die georgische Davis-Cup-Mannschaft und konnte seitdem 10 seiner 14 Einzel sowie 7 seiner 11 Doppel für sich entscheiden.
Sein Großvater Alexander Metreweli war ebenfalls Tennisspieler und spielte für die Sowjetunion.

## Erfolge
| Legende (Anzahl der Siege)  |
| Grand Slam                  |
| ATP World Tour Finals       |
| ATP World Tour Masters 1000 |
| ATP World Tour 500          |
| ATP World Tour 250          |
| ATP Challenger Tour (1)     |

### Doppel

#### Turniersiege
| Nr. | Datum         | Turnier | Belag | Partner        | Finalgegner                       | Ergebnis         |
| --- | ------------- | ------- | ----- | -------------- | --------------------------------- | ---------------- |
| 1.  | 16. Juli 2016 | Posen   | Sand  | Peng Hsien-yin | Mateusz Kowalczyk Kamil Majchrzak | 6:4, 3:6, [10:8] |